# Коломбара Сан Вито (Верона)
Коломбара Сан Вито је насеље у Италији у округу Верона, региону Венето.
Према процени из 2011. у насељу је живело 51 становника. Насеље се налази на надморској висини од 84 м.